# Препелица
Препелица (рум. Prepeliţa) — село в Сынжерейском районе Молдавии. Является административным центром коммуны Препелица, включающей также сёла Клишкауцы, Михайловка и Шестачь.

## География
Село расположено на высоте 66 метров над уровнем моря.

## Население
По данным переписи населения 2004 года, в селе Препелица проживает 2928 человек (1456 мужчин, 1472 женщины).
Этнический состав села:
| Национальность | Число жителей | Процентный состав |
| -------------- | ------------- | ----------------- |
| молдаване      | 2846          | 97.2              |
| украинцы       | 38            | 1.3               |
| румыны         | 33            | 1.13              |
| русские        | 10            | 0.34              |
| прочие         | 1             | 0.03              |
| Всего          | 2928          | 100%              |